# Falklandskrigen
Falklandskrigen var en uerklæret krig mellem Argentina og Storbritannien om herredømmet over Falklandsøerne i den sydlige del af Atlanterhavet. Kampene fandt sted mellem 2. april og 14. juni 1982. I Argentina omtales kamphandlingerne som Guerra del Atlántico Sur. Den væbnede konflikt begyndte med et argentinsk overraskelsesangreb. Siden generobrede briterne øerne, som, i overensstemmelse med beboernes ønske, forblev under britisk overhøjhed. I Argentina medførte afslutningen af krigen militærjuntaens fald og genindførelsen af demokrati. I Storbritannien sikrede den militære sejr Margaret Thatcher genvalg ved det ordinære parlamentsvalg i 1983. Som følge af krigen undgik Royal Navy massive nedskæringer, som ellers var planlagt, inden krigen brød ud.

## Baggrund
Ejerskabet af Falklandsøerne havde i lang tid været omstridt. I 1700-tallet var Frankrig det første land til at gøre krav på øerne ved bosættelse. Spanien smed franskmændene ud, men overlod siden øerne til Storbritannien. Øerne forblev dog ubeboede, og briternes krav bortfaldt. Argentina opnåede uafhængighed fra Spanien i 1816, og en argentinsk bosættelse på Falklandsøerne (Islas Malvinas) fandt herefter sted den 6. november 1820. Den 3. januar 1833 fjernede Royal Navy bosættelsen, og øerne blev befolket af briter. Argentina har siden hævdet at have territorialkrav på øerne.
Efter at den britiske flåde etablerede en flådebase ved Stanley (tidligere Port Stanley), blev øerne et vigtigt strategisk knudepunkt for sejlads omkring Kap Horn. Under 1. verdenskrig var basen afgørende for den britiske flådes sejr over tyskerne i Slaget om Falklandsøerne i december 1914. Også under 2. verdenskrig var flådebasen i Port Stanley af stor betydning, blandt andet under Slaget ved Río de la Plata.
Med overgangen af det britiske kolonikontor til Commonwealth i slutningen af det 1900-tallet anså skiftende britiske regeringer striden med Argentina som et mindre problem, de helst ville være foruden. På trods af dette nægtede de cirka 1.800 indbyggere (kelpere) med baggrund i FN's charter artikel 73 at blive en del af Argentina. I 1965 under FN-resolution 2065 indledte Storbritannien og Argentina forhandlinger om øernes fremtid. Efter 17 år var der dog ikke sket væsentlige fremskridt. Argentina blev et militærdiktatur i 1976 og stod over for svære økonomiske problemer og civile uroligheder. Særligt de venstreorienterede guerillaer (montoneroerne) gav stor intern uro. Militærregimet opnåede i 1981 en blodig sejr over oprørerne. Landets økonomi var dog i en elendig forfatning. Eksempelvis var inflationen på op mod 140 %, da general Leopoldo Galtieri kom til magten i december 1981.

## Optakt til slaget
Galtieri forsøgte at balancere mellem en stigende bekymring over økonomien og krænkelserne af menneskerettighederne i landet med en 'hurtig' gevinst i forhold til nationalfølelsen i Argentina.
Der blev lagt pres for at få en afklaring af øernes status igennem FN med hentydning til en eventuel invasion af øerne. Storbritannien overså denne trussel eller ignorerede den, da øerne ikke havde nogen økonomisk betydning. Argentinerne så briternes manglende reaktion som udtryk for manglende engagement i sagen og som en villighed til at opgive øerne ved invasion. Dette blev yderligere underbygget af, at briterne i 1981 valgte ikke at bygge et nyt skib som erstatning for øernes aldrende inspektionsskib. Samme år mistede beboerne på Falklandsøerne deres fulde britiske statsborgerskab. Generelt var der i Storbritannien en manglende tro på, at Argentina ville invadere øerne.
Ansvaret for invasionsplanerne lå hos admiral Jorge Anaya, militærjuntaens stærkt anti-britiske leder af den argentinske flåde. Endnu en forhandlingsrunde i januar 1982 førte ikke til en afklaring af øernes fremtid. Herefter færdiggjorde argentinerne planerne for en invasion. Angrebet blev planlagt til at finde sted i april måned samme år. Hovedangrebet blev afprøvet ved en "invasion" af øen South Georgia, der ligger 1.390 kilometer øst for Falklandsøerne. Her gik en gruppe civile argentinske nationalister i land i marts 1982. Det britiske inspektionsskib HMS Endurance blev beordret til at fjerne de civile "besættere" den 25. marts. Skibet satte en deling på 23 marineinfanterister i land, hvorefter det efter ordre sejlede tilbage mod Falklandsøerne. Da de efter invasionen af Falklandsøerne blev beordret til at vende om, blokerede et argentinsk krigsskib dog for denne opgave, og HMS Endurance trak sig derfor tilbage.

## Invasion
Den 2. april gik det argentinske frømandskorps (Buzos Tácticos) i land ved Mullet Creek på Falklandsøerne. Denne fortrop etablerede et brohoved forud for et udfald mod hovedbyen Stanley. I dette angreb deltog 800 marineinfanterister og 20 LVTP-7 amfibiske pansermandskabsvogne. Klokken 08.30 var slaget ovre, og den britiske guvernør Rex Hunt beordrede sine 57 marineinfanterister til at overgive sig. Argentinerne havde efter egne tal 1 døde og flere sårede, nyere forskning peger på et markant højere tocifret argentinsk antal døde, Briterne havde ingen tab. Britiske soldater, embedsmænd og argentina-kritiske kelpere blev sendt til Montevideo, Uruguays hovedstad. Argentinerne omdøbte Stanley til Puerto Argentino og indførte højrekørsel (uden for Stanley var de fleste veje dog kun hjulspor).
I Buenos Aires blev nyheden fejret af en folkemængde på Plaza de Mayo foran byens rådhus. I London var regeringen i chok, og dagen er siden blevet kaldt "sorte fredag". Argentinerne besatte 3. april South Georgia efter en hidsig ildkamp som kostede Argentinerne flere døde, en total havareret helikopter og en beskadiget korvet, mens South Sandwich Islands siden 1976 havde været besat af argentinske marinesoldater på udposten Corbeta Uruguay. De argentinske invasionsstyrker havde ordre til at gå lempeligt frem, og alle øerne blev erobret med blot fire argentinske dødsfald til følge, nyere kilder peger dog på et tocifret antal Argentinske døde.
Briterne var hurtige til at organisere et diplomatisk pres mod Argentina, og en amfibiestyrke blev i al hast samlet og sendt mod øerne. Styrken var centreret omkring hangarskibene HMS Hermes og HMS Invincible. Det havde en kraftig signalværdi, at den britiske befolkning, den argentinske militærjunta og resten af verdenen så amfibiestyrken stævne ud blot tre dage efter invasionen. En stor del af besætningsmedlemmerne var ikke kommet tilbage fra påskeorlov, skibene havde øvelsesammunition om bord, og den ene skrueaksel var defekt på HMS Invincible. Alt dette kunne man ikke se på tv-skærmene, og tingene blev rettet undervejs. Tropperne og den skarpe ammunition blev fløjet til bl.a. Gibraltar og stødte til amfibiestyrken, efterhånden som den bevægede sig sydpå. Den offentlige mening i Storbritannien gik ind for et forsøg på at erobre øerne tilbage, mens den internationale opinion var mere splittet. Argentina opnåede en vis sympati i forhold til Storbritannien, der som tidligere kolonimagt nu forsøgte at tilbageerobre en lokal koloni.
Storbritannien vandt dog det diplomatiske spil ved brug af FN's princip om retten til selvbestemmelse og ved at indtage en forhandlingsposition. FN's generalsekretær udtalte, at han var imponeret over det kompromis, briterne var parat til at indgå, men som Argentina afslog. Argentina baserede deres krav på forhold før 1945 og før oprettelsen af FN. Mange FN-medlemmer indså, at hvis så gamle territorialkrav kunne gøres gældende, ville deres grænser heller ikke være sikre.[kilde mangler] Den 3. april vedtog FN en resolution, der krævede de argentinske tropper trukket tilbage fra Falklandsøerne og stop for alle fjendtligheder. Den 10. april vedtog EF økonomiske sanktioner mod Argentina.
Inden for Organisationen af Amerikanske Stater (OAS) søgte Argentina opbakning i henhold til Riotraktatens erklæringer om, at nationerne i Amerika skulle støtte hinanden mod militære trusler fra lande uden for kontinentet. Da Argentina traditionelt havde følt sig hævet over ulandene i OAS, vedtog OAS den 28. april en resolution, der anbefalede parterne at følge FN's Sikkerhedsråd.
Alexander Haig, den amerikanske udenrigsminister, førte en kort diplomatisk mission fra den 8. til den 30. april, hvorefter præsident Ronald Reagan erklærede amerikansk støtte til Storbritannien og indførte sanktioner mod Argentina. Støtten fra USA var ikke sikker fra starten og menes at være en direkte følge af pres fra USA's FN-ambassadør Jeane Kirkpatrick, som prøvede at overtale Ronald Reagan til at støtte Argentina eller i hvert fald forholde sig neutralt. Reagan er velkendt for sin udtalelse om, at han ikke kunne forstå, hvorfor to allierede kunne finde på at slås om et par kolde klipper.
Amerikansk støtte var dog særdeles vigtig for briterne. Øen Ascension, en britisk besiddelse, var udlejet til USA, og briterne havde brug for øen som base. USA leverede også de nyeste Sidewinder L luft-til-luft missiler, og ifølge forsvarsminister Caspar Weinberger var USA også parat til at udlåne et atomdrevet hangarskib til briterne. Dette var dog ikke kendt under konflikten.
Storbritannien ville være afhængig af sø-overlegenhed under generobringen. Flådestyrken var under kommando af kontreadmiral Sandy Woodward, og briterne erklærede en cirkel med radius på 200 sømil (370,4 km), med Falklandsøerne i centrum, for krigszone (Maritime Exclusion Zone – MEZ).

## De indledende kampe
I midten af april havde englænderne opbygget en stor flystyrke på Ascensionøen med blandt andet en lang række støttefly og F-4 Phantom II-jagerfly til beskyttelse. Samtidig var den britiske flådestyrke på vej sydover fra Storbritannien. En lille del af denne flådestyrke udskilte sig fra hovedstyrken og angreb South Georgia.
Generobringen af South Georgia, kendt som Operation Paraquat, udførtes af enheder fra Special Air Service (SAS – britisk elitekorps) og Special Boat Service (SBS – det britiske frømandskorps). Disse troppers formål var at yde rekognosceringsstøtte for hovedstyrken af marinesoldater på transportskibet RFA Tidespring. Det første fartøj ved øen var den atomdrevne jagt-ubåd HMS Conqueror (Churchill-klassen). Ubåden ankom den 19. april, og den 20. april blev øen overfløjet af et RAF-Handley Page Victor-rekognosceringsfly. De første SAS-styrker blev landsat på øen den 21. april, men vejret var så dårligt, at både disse landinger og øvrige landingsforsøg dagen efter blev aflyst efter flere helikopterstyrt i snestormen.
Den 23. opdagede briterne en argentinsk ubåd tæt ved kysten, og alle operationer blev indstillet. RFA Tidespring blev sendt længere til havs for at undgå sammenstød med ubåden. En Britiske wessex HAS 3 antiubådshelikopter fra HMS Antrim lokaliserede ubåden ARA Santa Fe (fra 2. verdenskrig) på overfladen den 25, og påførte den så store skader, at det var et konstruktivt tab, kaptajnen sejlede den til kaj i Grytviken og hele besætningen forlod ubåden, den blev senere trukket ud på dybt vand og sænket.
Med RFA Tidespring langt væk til søs og besætningen fra ubåden placeret på øen, besluttede den ledende britiske officer (major Sheridan) at samle de 75 mænd, han havde til rådighed og foretage et direkte angreb. Efter et kort kystbombardement fra HMS Antrim og HMS Plymouth overgav de argentinske styrker sig. Næste dag blev sejren officiel, og premierminister Margaret Thatcher gav nyheden til medierne med en opfordring til at fejre den (rejoice).
Den 1. maj påbegyndtes operationerne mod selve Falklandsøerne med en række tunge bombetogter med kodenavn Operation Black Buck. RAF's Avro Vulcan-bombefly lettede fra øen Ascension og angreb flyvepladsen ved Port Stanley. Vulcan var designet til mellemdistanceoperationer i Europa med kernevåben og havde ikke rækkevidden til at nå Sydatlanten. Efter invasionen blev de ombygget til igen at kunne lufttankes og at kunne kaste konventionelle bomber. Hvert fly kunne laste 21 styks 1.000 punds-bomber. Desuden kunne de affyre anti-radarmissiler af typen AGM-45 Shrike. De fleste af RAF's tankfly var ombyggede Victor-bombefly med samme rækkevidde som Vulcan-flyene. Samtlige britiske fly var derfor afhængige af flere optankninger i luften. På grund af afstanden på 6.000 kilometer var 14 tankfly påkrævet, for at sende et Vulcan-fly derned. Operation Black Buck nåede op på syv missioner, men to af dem måtte afbrydes som følge af dårligt vejr (Black Buck 3) eller tekniske fejl (Black Buck 4). Tre missioner (Black Buck 1, 2 og 7) var rene bombeangreb, der blandt andet med en fuldtræffer skar landingsbanen ved Port Stanley midt over. Det hævdes ofte, at når det argentinske luftvåben (FAA) indså, at briterne kunne bombe på Falklandsøerne, ville de erkende, at de så også ville kunne nå fastlandet. De bedste argentinske jagerfly skulle derfor være udstationeret ved Buenos Aires som beskyttelse. I virkeligheden havde de franskbyggede Mirage IIIE-fly svært ved at nå Falklandsøerne, da de ikke kunne lufttankes og blev brugt til at afskrække Chile fra at angribe Sydargentina. Angrebene blev udlagt som en stor strategisk sejr for briterne, men den argentinske luftbro var aktiv indtil den sidste nat før kapitulationen. To af Black Buck-missionerne gik ud på med Shrike-missiler at ødelægge de argentinske radaranlæg. Black Buck 5 havde til formål at ramme en stor overvågningsradar. Det mislykkedes, fordi argentinerne slukkede for radaren, så missilet ikke kunne låse på antennen. Black Buck 6 ødelagde en ildlederradar, men på turen tilbage fik Vulcan-bombeflyet beskadiget lufttankningsstudsen i dårligt vejr og måtte søge nødhavn i Rio de Janeiro. Da Brasilien forholdt sig neutralt i konflikten, lod de de britiske piloter internere.
Black Buck missionerne er stadig yderst kontroversielle, den påståede “fuldtræffer” på landingsbanen havde ingen betydning, hullet i landingsbanen var repareret tidligt næste morgen, beregninger viser at de uhyrlige mængder brændstof (1.800.00 liter) som 1 Black Buck mission krævede kunne flådens Sea harriers have fløjet 785 missioner of kaste 2357 bomber, en hel del mere præcist i øvrigt, operations ordren til Black Buck var og “Besværliggøre brugen af lufthavnen ved Port Stanley”, den mission blev som tidligere nævnt ikke løst, den mest venlige vurdering af Black Buck missionerne er en propaganda sejr, En mere nøgtern vurdering kom det Amerikanske marinekorps med da de analyserede krigen:
“Det mest kritiske blik på brugen af Vulcan bombefly, er hovedsageligt argumentet om at “formålet med Black Buck var et desperat forsøg på at vise at de (flyvevåbnet) kunne spille en rolle, men på ingen måde og bidrage til fjendens nederlag”
Dette illustrere en tendens som mange værn praktiserer, “at få en bid af kagen” i enhver konflikt, også selvom at de er totalt uegnede eller der ikke er match med mission og kapacitet.
Black Buck er et prima eksempel på denne tåbelige praksis, hvor risiko og ressourceforbrug på ingen måde står mål med resultatet.”[kilde mangler]

Få minutter efter Black Buck 1 fulgte ni Sea Harriers fra HMS Hermes op på angrebet ved at kaste jernbomber og klyngebomber ved Port Stanley, tre Sea Harriere angreb den mindre græsflyveplads ved Goose Green. Begge missioner førte til ødelagte fly på jorden og skader på lufthavnsstrukturen. Argentinerne udførte samtidig med disse angreb et angreb på de britiske styrker. Dette angreb blev indledt efter oplysninger om, at en britisk landgang allerede var påbegyndt. Tre af de deltagende fly (2 Mirage IIIEA og 1 Canberra bombefly) blev skudt ned af britiske Sea Harrier-jagerfly, der opererede fra HMS Invincible, et fjerde fly (IAI Dagger=Mirage V) blev nedskudt af en Sea Harrier from HMS Hermes. Der blev udkæmpet luftkampe mellem Sea Harriers og Mirage IIIE-jagerfly fra Grupo 8. Begge sider forsøgte at opnå den bedste skudposition. Mirage-flyene indledte angrebet ved et dyk fra oven. Et Miragefly blev skudt ned, og et andet blev beskadiget og søgte mod Port Stanley, hvor de nu nervøse argentinske forsvarere øjeblikkeligt skød det ned. Denne luftkamp som blev vundet af flådens eskadrille 801 knækkede det Argentinske flyvevåbens lyst til at skabe luftoverlegenhed, efterfølgende havde Argentinske piloter strenge ordre på at undgå Sea Harrierne.
I alt 28 Sea Harrier-fly deltog i Falklandskrigen og skød tilsammen i løbet af maj og juni 23 argentinske fly ned. Briterne mistede seks Sea Harrier-fly: Fire som følge af uheld, mens to blev skudt ned af argentinsk antiluftskyts. Royal Navy gjorde brug af samtlige Sea Harrier-fly under Falklandskrigen, selv et fly, der var udlånt til våbenfabrikanten British Aerospace i Dunsfold, der udviklede Sea Eagle-missilet (en pendant til det franskbyggede Exocetmissil, som de argentinske Super Étendard-fly var bevæbnet med). Den første Sea Harrier, der blev skudt ned, var netop det fly, der som det eneste fly havde et Sea Eagle-kontrolpanel i cockpittet. Da argentinerne undersøgte vraget, konkluderede de, at Sea Eagle-missilet var operativt. Royal Navy hentede også piloter med Sea Harrier-erfaring, der var på udveksling i USA og Australien; selv en Lightning-pilot fra RAF, da han havde interceptor-erfaring, disse 8 piloter med meget blandede erfaring og rutine ankom først til kampzonen d 19 maj med 8 forstærkningsfly og spillede en mindre rolle i kampene..
Den argentinske krydser ARA General Belgrano fra 2. verdenskrig blev den 2. maj sænket af HMS Conqueror (ironisk nok af ustyrede torpedoer af 2. verdenskrigsdesign) uden for den maritime eksklusionszone (MEZ), som briterne havde påberåbt sig. Sænkningen af krydseren medførte tab af 323 menneskeliv. Den britiske sensationsavis The Sun hilste begivenheden velkommen med overskriften GOTCHA (fik jer). Begivenheden førte til en stejlere holdning i den argentinske regering og en anti-krigskampagne, idet det blev postuleret, at skibet var på vej væk fra Falklandsøerne, da det blev sænket. For den britiske flåde var aktionen vigtig, da den argentinske flådes overfladefartøjer (herunder hangarskibet ARA Veinticinco de Mayo) vendte tilbage til deres baser, hvor de blev resten af krigen. Derved overlod juntaen 12.000 teenagesoldater på øerne til deres egen skæbne.
Den 4. maj, to dage efter sænkningen af General Belgrano, mistede briterne destroyeren HMS Sheffield til et exocet-missil. HMS Sheffield var sammen med to andre Type 42-destroyere deployeret som radarforposter for de britiske hangarskibe. Det var COAN P-3 Neptune-patruljefly fra den argentinske flåde, som lokaliserede de britiske destroyere. Kort efter sendte argentinerne to COAN Super Étendard-fly på vingerne. Hvert fly var udstyret med et enkelt exocetmissil. Efter en optankning fra et FAA KC-130 Hercules tankfly kort efter start gik flyene ind i en lav højde og affyrede missilerne fra en afstand af 20 kilometer fra HMS Sheffield. Et af missilerne fløj forbi HMS Yarmouth, mens det andet ramte HMS Sheffield og satte fartøjet i brand. Skibet måtte rømmes nogle timer senere og sank den næste dag. HMS Sheffield havde et system, der automatisk udskød chaff, når et missil nærmede sig. Uheldigvis var man nødt til at slå systemet fra, når HMS Sheffield kommunikerede via satellit, fordi det kunne udløse chaffen. HMS Sheffield var i gang med satellitkommunikation, da missilet ramte. Da Argentina kun havde fem AM-39 exocetter, var målene de britiske hangarskibe.
Antallet af operationer blev øget igennem den anden halvdel af maj. Briterne afslog FN's forsøg på at opnå en våbenhvile mellem parterne, da man på dette tidspunkt havde lidt store tab, var dybt involveret i konflikten og risikerede at umuliggøre en sejr for sig selv, idet krigen ville blive umulig at vinde på grund af de sydatlantiske storme, hvis konflikten trak ud.
Den 21. maj foretog britiske styrker en amfibielandgang (H-Hour 06:39 UTC) med landsætning af 4.000 mand nær Port San Carlos på den nordlige del af Østfalkland. Planen var herefter at rykke frem sydover og erobre Darwin og Goose Green før slaget om Stanley. Briterne mødte kun let modstand fra de 42 argentinere på stedet, som dog nåede med deres automatrifler at nedskyde to af Royal Marines Gazellehelikoptere.
Til havs viste det sig, at de britiske luftværnsforanstaltninger ikke var gode nok. Med 11 flybomber lykkedes det argentinerne den 21. maj at sænke HMS Ardent og samme dag under landsætningen ved San Carlos Water blev destroyeren HMS Antrim ramt af en 454 kg Mk 17 bombe direkte i sit missilmagasin, der dog ikke deponerede. To dage senere, den 23. maj, fik argentinerne ram på HMS Antelope. Den 25. maj mistede briterne HMS Coventry og MV Atlantic Conveyor, som rummede en vital last af transporthelikoptere, feltflyvepladsudstyr, afsaltningsanlæg og telte. Også skibene HMS Argonaut og HMS Brilliant blev beskadiget.
Argentinerne mistede over 20 fly i disse angreb, de Argentinske fly brugte Britisk Mk 17 500kg bomber og Expal 250 kg bomber, fælles for dem er at ganske få bomber detonerede pga. den ekstreme lave højde man kastede dem fra, 11 andre Britiske skibe fik bombetræffere som ikke detonerede, den argentinske taktik med at gå efter krigsskibe og ikke soldaternes transportskibe er en medvirkende årsag til Argentinernes nederlag. Chile opdagede et udbrændt Sea King-helikoptervrag fra Royal Navy tæt ved grænsen, som formentligt stammede fra en mislykket landsætning af SAS-observatører i det sydlige Argentina.
Den 27. maj bombede argentinske fly briternes brohoved ved San Carlos. To bomber ramte lige ned i operationsteltene. De var begge blindgængere (bomber, der ikke eksploderer ved nedslaget), så hverken kirurger eller sårede gik tabt. Teltene var ikke markeret med Røde Korsmærker, da det ville afsløre resten af brohovedet.

## Landkrigen
Den 28. maj indtog 450 britiske faldskærmstropper Darwin og Goose Green efter en række hårde kampe, hvor 17 britiske og 55 argentinske soldater blev dræbt. Briterne tog 1.536 argentinske soldater til fange. BBC World Service annoncerede invasionen af Goose Green, før den gik i gang. Efter de 120 taknemmelige falklænderes modtagelse af de britiske tropper indså mange soldater, at de ikke kun kæmpede for principper, men også for mennesker af kød og blod.
Den 1. juni, efter at yderligere 2.500 britiske soldater var landsat ved San Carlos, og Stanley omringet, udtalte den argentinske udenrigsminister Costa Mendez: "Overgivelse? Hvad er det? Ordet findes ikke i min ordbog!".
Et af de sidste argentinske luftangreb i krigen var yderst succesrigt – 50 mand blev dræbt på landgangsskibene Sir Galahad og Sir Tristam den 8. juni, og 57 fik alvorlige brandskader som følge af ammunition og brændstof om bord. Disse mænd opholdt sig stadig på skibene på grund af tabet af helikoptere på MV Atlantic Conveyor. Det var derfor nødvendigt at overføre dem ad søvejen, hvilket tog længere tid. Samtidig gjorde manglen på telte styrkerne stærkt udsatte med Falklandsøernes frygtelige vintervejr. Den primære grund til, at de blev sejlet, var dog, at soldaterne fra Welch Guard og Scotch Guard (Livgarden i den britiske hær) ikke var i stand til at marchere (yomping) de 90 kilometer fra brohovedet Port San Carlos til Stanley, som elitesoldaterne fra Faldskærmstropperne og Royal Marines havde gjort.
Natten til den 12. juni var endnu en nat med blodige kampe. På Mount Longdon døde 23 britiske faldskærmssoldater og 31 argentinske soldater og Mount Harriet og Two Sisters blev erobret af Royal Marines med 6 dræbte briter og 38 argentinske dræbte. Yderligere 13 blev dræbt, da destroyeren HMS Glamorgan blev ramt af et exocetmissil affyret fra ladet af en lastbil, hvilket yderligere viste moderne skibes sårbarhed over for højteknologiske angreb. Briterne rykkede afstanden til Stanley fra 15 til 12 kilometer.
Natten til den 14. juni erobrede britiske faldskærmssoldater med støtte fra Scorpiontanks og Milanmissiler Wireless Ridge med kun tre dræbte briter og omkring 25 dræbte argentinske soldater. Mount Tumbledown blev indtaget af Scotch Guards efter et tab på 10 briter og 29 argentinere, og Mount William blev indtaget af den britiske hærs frygtede gurkha'er. De argentinske forsvarere ønskede ikke at møde gurkha'ernes khukuri-knive og trak sig tilbage til Stanley – eneste tab var en minesprængt gurkha. Britiske soldater nåede de yderste huse i Stanley.
Den 14. juni foreslog den argentinske øverstbefalende på øerne, brigadegeneral Mario Menendez, en 24 timers våbenhvile, og ved dennes udløb overgav den argentinske garnison på 9.800 mand i Stanley sig – i strid med juntaens ordrer. Hvis ikke argentinerne havde overgivet sig, ville parterne skulle have kæmpet fra hus til hus i Stanley. Bykamp er notorisk kendt for store tab, og mange civile ville være blevet dræbt. Den 20. juni erklærede briterne konflikten for tilendebragt efter at have tilbageerobret South Sandwich-øerne.

## Sammenligning af styrker

### Landstyrker
Efter Operation Rosario efterlod argentinerne 500 politi-soldater med det formål at kue falklænderne.
Da det blev klart for argentinerne, at Margaret Thatcher ville slås, genindkaldte de soldaterårgang 1981 for 3. og 10. Mekaniserede Infanteribrigader (soldaterårgang 1982 var endnu ikke færdiguddannet). Disse var blevet trænet til en eventuel landkrig mod Chile i subtroperne, ikke i polar krigsførelse. Som følge af Royal Navys ubådsblokade af Falklandsøerne skulle alt materiel og alt personel flyves til øerne. Af den grund var de to argentinske brigader ikke i særligt høj grad mekaniserede. Alle argentinske transportfly af en vis størrelse var mobiliseret til luftbroen til Falklandsøerne og fløj soldater og mindre udstyr. Det argentinske luftvåbens ni C-130 Hercules-fly fløj køretøjer og større udstyr til øerne, når de ikke blev brugt som tank-, rekognoscerings- eller bombefly.
De argentinske marineinfanterister var vant til kulde, da de til daglig var udstationeret i Ildlandet, Tierra del Fuego, der ligger sydligere end Falklandsøerne. Den 5. Marineinfanteribataljon bevogtede to af Stanleys højdedrag.
De argentinske tropper forskansede sig med tunge maskingeværer, masser af ammunition og minefelter. De argentinske skarpskytter fik udleveret natkikkertsigte.
Den øverstkommanderende for de argentinske styrker udstationeret på selve Falklandsøerne (Teatro de Operaciones Malvinas ) var den nyudnævnte brigadegeneral og guvernør Mario Menendez. Da hans styrker svulmede, fik han to brigadegeneraler til at lede hver sin infanteribrigade. Disse var blevet udnævnt før Menendez og mente derfor ikke at være under kommando af denne. Lodrette ordrer blev blot anset for at være gode råd.
De argentinske skolebørn blev jævnligt indoktrineret med, at Malvinerne tilhørte Argentina, så de argentinske soldater var velmotiverede.
Denne værnepligtige hær mødte den professionelle britiske hær. Det meste af den britiske felthær var udstationeret i Vesttyskland, klar til at udkæmpe kampvognsslag mod den Røde Hær i en 3. verdenskrig. Britisk infanteri var også på skift udstationeret i Nordirland, og havde i årene 1969-1982 mistet mindst 366 soldater til IRA. De britiske soldater var således ikke uvante med tab. Royal Marines trænede ofte i Nordnorge og var kuldevante.
På grund af sparerunder havde de britiske soldater ikke det bedste udstyr. Deres støvler var for billige og gik fra hinanden under march. Britiske soldater håbede, at de argentinere, de skød, havde samme støvlenummer som dem selv. De britiske faldskærmstropper (der for i øvrigt ikke blev nedkastet med faldskærm under hele krigen) oplevede at deres udstyr var Argentinerenes underlegent på flere felter. Man brugte tit erobrede Argentinske våben og ammunition da briterne brugte det samme, Briterne brugte endda bajonetter under 3 paras (faldskærmsregimentet) angreb på Mount Longdon og den Skotske gardes angreb på Mount Tumbledown angreb.
Da briterne foretrak at angribe om natten, udviklede de simple teknikker for at undgå at skyde på deres egne. Spansktalende har svært ved at udtale J som andet end H, så feltråbet var tit "Hey Jimmy". Briterne undlod også at bære hjelm, idet argentinerne altid havde deres stålhjelme på. Derved kunne de trygt skyde på alle skikkelser med hjelm på.
Siden den 1. maj havde de argentinske soldater ligget i skyttehuller rundt om Stanley. De havde bedre israelskproducerede støvler, men grundvandet sivede igennem tørvejorden. Kulden, ventetiden og blæsten gjorde dem apatiske, og de var plaget af skyttegravsfødder. De nærgående britiske patruljer besværliggjorde madudbringningen, og soldaterne tabte op til en fjerdedel i vægt.
Tabet af Atlantic Conveyor med briternes arktiske telte gjorde, at de britiske soldater konstruerede små læskærme af tørv og kampesten. Falklandsøerne havde 600.000 får, så frisk kød var ikke et problem. Ved kysten kunne man samle muslinger, krabber og albueskæl. For at modvirke manglen på grøntsager og frugt (C-vitaminer), spiste soldaterne rå kokleare, der vokser vildt overalt på øerne. I øvrigt måtte søfolkene undvære deres elskede 'Fish and Chips', da frituregryderne var slukkede i krigszonen på grund af skoldningsfaren.
194 mand fra Ejército Argentino (Argentinas hær), 34 mand fra ARA's Infantería de Marina (Argentinas marineinfanteri), 14 jordpersonel fra Fuerza Aérea Argentina (Argentinas luftvåben) og syv mand fra Gendarmería Nacional Argentina (grænsevagter) samt 123 mand fra den britiske hær og 27 mand fra Royal Marines døde på Falklandsøerne.

### Flådestyrker
Da Argentina deler 5.150 km landegrænse med sin værste fjende, Chile, har den argentinske flåde ARA været lettere udsultet. Den bestod af en god del fartøjer fra 2. verdenskrig: krydseren ARA General Belgrano, hangarskibet ARA 25 de Mayo, landgangsskibet ARA Cabo San Antonio, fire destroyere, to ubåde og en masse mindre fartøjer.
Af nye fartøjer var der to type-42 destroyere (som HMS Sheffield) købt i England, tre franske fregatter og to vesttyske diesel-ubåde. Ubådene var Type 209, og mindede en del om Søværnets Narhvalen-klasse (type 205). ARA Salta var endnu ikke klargjort, men ARA San Luis gav briterne store problemer. Royal Navy nedkæmpede aldrig San Luis selvom de anvendte 230 styks antiubådsvåben mod den: Limbo-mortérer, dybdebomber, Stingray selvsøgende torpedoer osv. Til gengæld virkede ikke én eneste af San Luis fjernstyrede torpedoer. Type 209 havde 8 torpedorør og op til 14 torpedoer om bord. De kunne være neddykket i 50 dage.
Den øverstkommanderende for Teatro de Operaciones del Atlántico Sur (argentinske flådestyrker udenfor krigszonen) var viceadmiral Juan Lombardo, der 2. april var leder af Operation Rosario. ARA havde udover Antarktis ikke andre forpligtelser og kunne indsætte hele deres flåde i krigen.
Royal Navy havde forpligtelser over hele verden (Belize, NATO, Persiske Bugt mm.) og kunne kun afse en tredjedel af sin flåde til krigen. Royal Navy havde foretaget en løbende udskiftning af sine skibe og havde ingen fra 2. verdenskrig med. Moderne krigsskibe er opbygget af lettere legeringer og er mere automatiserede. Dette var fatalt, idet de små besætninger havde svært ved at bekæmpe ilden, og letmetallerne kunne bryde i brand. Billige nylonuniformer smeltede fast i huden og gav grimme brandsår.
Under en sparerunde mistede Royal Navy sit sidste 'rigtige' hangarskib, HMS Ark Royal. HMS Ark Royal havde 12 supersoniske Phantom-jagerfly der kunne have ryddet himlen for argentinske fly, 14 tungtlastede Buccaneer-bombefly der kunne have skabt kaos blandt de argentinske tropper og sidst, men ikke mindst, 4 langtrækkende Gannet AEW.3 radarvarslingsfly. Heldigvis for argentinerne, blev HMS Ark Royal skrottet i 1980. RAF lovede at de nok skulle sørge for luftdækning af Royal Navy og med udviklingen af de lodretstartende Sea Harrier FRS.1-fly, indrettede Royal Navy to helikopterskibe til Sea Harrier-hangarskibe. Sea Harrier'ne skulle sænke sovjetiske skibe og nedskyde store, langsomme Tupolev-bombefly – ikke hurtige, manøvredygtige jagerfly.
Det Britiske Admiralitet samlede en Task Force (ekspeditionsstyrke) med to Sea Harrier-hangarskibe, to amfibiekampskibe, 8 destroyere, 15 fregatter, 2 minerydningsfartøjer, 22 militære transportskibe og 52 chartrede handelsskibe. Med sig havde de 48 Sea King-, 14 Sea Lynx-, 56 Wessex- og 9 forældede Wasp-helikoptere.
Uafhængigt af Task Forcen opererede 1 diesel- og 5 atomubåde.
337 søfolk fra Armada de la República Argentina (Argentinas flåde), 2 søfolk fra Prefectura Naval Argentina (Argentinas kystvagt), 82 søfolk fra Royal Navy og 34 civile søfolk fandt deres kolde, våde grav i farvandet omkring Falklandsøerne.

### Flystyrker
Argentinas luftvåben blev anset for at være det bedste i Sydamerika, men de havde ikke trænet skibsangreb, da den mest sandsynlige fjende ville være Chile. 

De argentinske flystyrker måtte trække det tunge læs i de seks uger krigen varede, og påførte briterne alvorlige tab i modsætning til de minimale tab, de talmæssigt overlegne argentinske landtropper udstationeret på øerne, påførte.
Port Stanleys eneste startbane var 1.371 m lang og kunne kun bruges af STOL-fly, ikke supersoniske kampfly eller store trafikfly. Argentinerne havde ellers i ti år tilbudt at forlænge startbanen ganske gratis, men guvernøren afslog hver gang tilbuddet.
Juntaen i Buenos Aires nægtede at tro på at London ville tilbageerobre øerne. Det var først da South Georgia blev generobret 25. april, at de indså fejlen. Hvis de havde fløjet nogle bulldozere og andet entreprenørudstyr til øerne for at forlænge Port Stanleys startbane og bygge Hardened Aircraft Shelters, inden briterne nåede frem, kunne argentinske kampfly uden besvær ramme den britiske flådestyrke.

Det var på det tidspunkt for sent og det betød at de argentinske kamppiloter skulle flyve 750 km fra Argentina, kun havde få minutter over målet og 750 km hjem igen. For at have brændstof nok til turen, skulle bombelasten reduceres kraftigt.
 Britiske skibe øst for Falklandsøerne havde et kærkomment helle, fri for argentinske fredsforstyrrere.

Af andre ’flyvepladser’ på øerne var der to græsbaner – Goose Green og Pebble Island. Som et plaster på såret udstationerede COAN en del af deres flyveskole på øerne. Seks Aermacchi MB-339 jetovergangstræningsfly, kendt fra det italienske opvisningshold Frecce Tricolori, og fire T-34C Mentor elementærskolefly. De blev udstyret med maskingeværer og ustyrede raketter og da MB-339 kræver en betonbane, blev de udstationeret i Port Stanley, mens T-34-propelflyene fik Pebble Island. FAA var meget stolte af sine Pucará-propelfly, som de selv havde designet og produceret. Disse havde udmærket sig mod guerillaer i Nordargentina under den beskidte krig. 24 Pucará-fly blev fordelt på de tre flyvepladser.
Hvad juntaen havde tænkt sig at disse letbevæbnede fly, kun egnet til godt vejr, skulle kunne udrette mod en NATO-styrke, udrustet med radarstyrede kanoner, luftværnsmissiler og jagerfly, er en af falklandskrigens store gåder.
Argentinerne oprettede Fuerza Aérea Sur (flystyrkerne på baserne i Sydargentina) med brigadegeneral Ernesto Crespo (den eneste argentinske senior-officer der udviste opfindsomhed og fleksibilitet) som øverstkommanderende. FAS bestod af FAAs og COANs supersoniske kampfly og STOL-fragtfly, samt mobiliserede, civile Boeing 737 og DC-9 passagerfly.
FAS deployerede sine fly til de sydlige baser, med Falklandsøerne indenfor rækkevidde, og de udførte simulerede angreb på en af ARAs britisk-byggede Type 42-destroyere.

Brigadegeneral Crespo oprettede Eskadron Fénix, der var 30 civile Gates Learjet, Cessna Citation og andre hurtige forretningsfly. Disse havde radarsignaturer og hastigheder der mindede om jagerfly og de udførte skinangreb, der overbelastede det britiske luftvarslingssystem med falske alarmer. Kampflyene opererede fra forskellige luftbaser, for at skjule tabene for britiske spioner.
Royal Air Force havde op til invasionen to opgaver: at beskytte de Britiske Øer mod luftangreb og at støtte NATO's landtropper i Centraleuropa i en 3. verdenskrig. På baser i Storbritannien og i Vesttyskland havde RAF opstillet 853 moderne kampfly af typen Phantom FGR.2, Tornado GR.1, Jaguar GR.1 og Buccaneer S.2. Uanset hvor meget RAF end ville hjælpe, gjorde manglen på flybaser indenfor rækkevidde af Falklandsøerne det umuligt at bruge denne styrke.
Nærmeste base var Wideawake på Ascension-øen, (afstand: 3.240 sømil) og her samlede RAF en styrke af langtrækkende fly. Alle sammen krævede dog lufttankning for at kunne nå øerne og selv de involverede tankfly skulle lufttankes. RAF havde 20 Victor K.2 tankfly på øen (der var ikke plads til flere) og lufttankningsforbruget pr. mission var følgende:
- Vulcan B.2 Black Buck-missioner – 14 tankfly (5 missioner).
- Forlængede Nimrod MR.2 maritime patruljer – 12 tankfly (111 Nimrod-missioner, ikke alle var forlængede).
- Langdistance Hercules C.1 nedkastninger – 6 tankfly (50+ missioner).
- Harrier GR.3 udstationering til Task Forcen – 6 tankfly (4 gange).

RAF havde en enkelt eskadrille VTOL-fly, nærmere betegnet Harrier og 10 opererede fra Royal Navys skibe. De var eksperter i jordangreb og fløj 126 missioner. Den ene af de to briter der blev krigsfanger under Operation Corporate, var kaptajn Glover, der var blevet skudt ned i sin Harrier ved Port Howard. Ironisk nok blev han ramt af et britiskbygget Blowpipe-missil.
Endelig havde RAF sendt Boeing Chinook HC.1 helikoptere til krigsskuepladsen, men da Atlantic Conveyor gik tabt var der kun 1 Chinook tilbage. Den kunne til gengæld løfte 5,2 tons indvendig eller 12,7 tons udvendig. På et tidspunkt løftede den en minesprængt Scimitar tank ud af et minefelt.
Da Argentina havde franske fly, lod Frankrig nogle af Royal Navys destroyere og Sea Harriers træne mod Armée de l'Airs Mirage III og Aviation Navales Super Étendard.
Hårdnakkede rygter vil vide at RAF Canberra PR.9 fotorekognosceringsfly opererede fra Chile med chilenske nationalitetsmærker og allerede i 2082 vil de britiske arkiver blive åbnet.
De argentinske jagerfly var udstyret med ældre franske Matra R.530 Magic radarstyrede luft til luft-missiler, mens de britiske Harrier og Sea Harrier var udstyret med de nyeste amerikanske AIM-9L Sidewinder infrarøde luft-til-luft-missiler. Mens de gamle Sidewindermodeller kun kunne 'låse' på fjendens jetudstødning (30° omkring klokken seks position), kunne AIM-9L også 'låse' på flyskrogets friktionsvarme (360°).
Problemet med at bomber ramte deres mål uden at detonere, plagede argentinerne gennem hele krigen. Efterkrigsanalyser viser at op til 80 % ikke eksploderede, grundet at bombekast under 12 m højde ikke gav bomberne tid nok til at armere sig selv (en propel i spidsen skulle skrue tændsatsen ind i sprængstoffet).
RAF Harriers derimod kastede laserstyrede præcisionsbomber, senere kendt fra Golfkrigen (1991) og RN Sea Harriers kastede klyngebomber. Disse moderne bombetyper krævede mindre held af piloterne og gav briterne en teknologisk fordel. Dog skal det siges at RAF Vulcanbombeflyene kastede 'dumme' jernbomber og at klyngebomber ikke ville have hjulpet FAA mod skibe. I juni måned foretog israelske eksperter justeringer, så flere argentinske bomber eksploderede.
RAF havde ingen selvstændige radarvarslingsfly, da NATO sørgede for de multinationale AWACS-fly i Europa. Da falklandskrigen kun var en konflikt mellem Storbritannien og Argentina, havde RAF ikke lov til at indsætte radarvarslingsfly, selvom AWACS-flyene kunne lufttankes til falklandsområdet og RAF selv havde personel til dem (AWACS er bemandet med folk fra alle NATO-lande, herunder Danmark).
41 flyvende personel fra Fuerza Aérea Argentina, 4 piloter fra Comando de la Aviación Naval Argentina, 4 Sea Harrier-piloter samt 1 medlem af Royal Air Force forlod ikke deres luftfartøjer i live.

## Kronologi
- 19. marts – Operación Alfa: 50 argentinske nationalister, udklædt som skrotarbejdere, går i land på South Georgia.
- 24. marts – Briterne sender inspektionsskibet HMS Endurance med 22 marinesoldater for at få argentinerne til at forlade South Georgia.
- 25. marts – En argentinsk korvet chikanerer inspektionsskibet.
- 31. marts – Den britiske guvernør mobiliserer falklandsmilitsen og 57 marinesoldater på Falklandsøerne.
- 2. april – Operación Rosario: 92 frømænd og 800 marinesoldater fra Argentina invaderer Falklandsøerne. De går i land ved Mullet Creek. Kampe bryder ud udenfor Stanley og guvernøren kapitulerer.
- 3. april – 100 marinesoldater fra Argentina invaderer South Georgia, kampe bryder ud og den lille britiske forsvarsstyrke retirerer med inspektionsskibet.
  - I London erklærer premierminister Thatcher at "aggression aldrig må kunne betale sig".
- 4. april – De sidste britiske soldater på Falklandsøerne kapitulerer.
- 5. april – Operation Corporate: En britisk flådestyrke bestående af to hangarskibe med Sea Harrier-fly, 52 civile handelsskibe eskorteret af 8 destroyere og 15 fregatter samt 28.000 mand, forlader deres baser for at sejle til Falklandsøerne.
- 12. april – Storbritannien meddeler at al skibsfart indenfor 200 sømil fra Falklandsøerne vil blive sænket af atomubåde (MEZ – Maritime Exclusion Zone)[25].
- 25. april – Operation Paraquat: Britiske elitestyrker generobrer South Georgia.
- 28. april – En omfattende luftbro af civile og militære fly har forstærket den argentinske garnison med 12.630 mand.
- 30. april – Storbritannien meddeler at alle fly indenfor 200 sømil fra Falklandsøerne vil blive beskudt, uden varsel (TEZ – Total Exclusion Zone)[26].
  - Den britiske flådestyrke (Task Force) lå øst for Falklandsøerne.
- 1. maj – Operation Black Buck: Britisk bombefly (Avro Vulcan B.2) bomber Port Stanleys landingsbane fra en base tæt på ækvator (Ascension Island).
- 2. maj – Britisk atomubåd torpederer krydseren ARA General Belgrano, 323 omkommer. Flyangreb mod Port Stanley og Goose Green flyvepladser.
- 4. maj – Argentinsk exocetmissil sætter den moderne destroyer HMS Sheffield ud af spillet.
- 7. maj – Storbritannien meddeler at alle argentinske fartøjer udenfor Argentinas 12 sømilegrænse vil blive angrebet uden varsel.[27]
- 15. maj – SAS saboterer alle 11 fly på Pebble Island (Vestfalkland).
- 21. maj -Operation Sutton: Briterne landsætter 4.000 soldater ved Port San Carlos.
- 25. maj – Containerskibet Atlantic Conveyor sænkes af en eller to exocetmissiler.
- 27-28. maj – Slaget om Goose Green.
- 1. juni – Briterne omringer Stanley. 9.800 argentinske soldater lukkes inde.
- 4. juni – Storbritannien og USA nedlægger veto i FN's sikkerhedsråd mod Perus forslag om våbenhvile.
- 8. juni – Troppetransportfartøjet Sir Galahad bombes og 48 briter om bord omkommer.
- 11. juni – Hårde kampe om højdedragene rundt om Stanley bryder ud.
- 14. juni – En 24 timers våbenhvile begynder.
- 15. juni – Argentinas øverstbefalende på øerne kapitulerer (00:15 UTC; 21:15 d. 14. juni falklandstid). Kamphandlingerne slutter, men først d. 20. juni har briterne kontrollen over alle øgrupperne.

## Omkostninger
Konflikten varede i 72 dage.

### Storbritannien
- 258 faldne (herunder 8 kinesiske søfolk og 3 civile falklændere), 777 sårede og 115 krigsfanger
- 2 destroyere: HMS Sheffield, HMS Coventry
- 2 fregatter: HMS Ardent, HMS Antelope
- 1 containerskib: MV Atlantic Conveyor
- 1 landgangsskib: RFA Sir Galahad
- 1 landgangsbåd: Foxtrot 4

- 10 fastvingefly: 6 Sea Harrier FRS.1 og 4 RAF Harrier GR.3
- 24 helikoptere (13 gik tabt om bord på skibe)

- Økonomisk: 2,778 milliarder £[28].

### Argentina
- 649 faldne (herunder 16 civile søfolk), 1.068 sårede og 11.313 krigsfanger
- 1 krydser: ARA General Belgrano
- 1 ubåd: ARA Santa Fe
- 2 patruljebåde: PNA Río Iguazú und PNA Islas Malvinas (erobret, i dag HMS Tiger Bay)
- 3 fragtskibe: Río Carcarañá, ARA Bahía Buen Suceso, ARA Isla de los Estados
- 1 civilt tankskib: Yehuin (erobret, i dag Falkland Sound)
- 1 spiontrawler: Narwal

- 75 fastvingefly (14 erobret)
- 25 helikoptere (15 erobret)
  - Efter den argentinske kapitulation overtog briterne argentinsk militærudstyr på Falklandsøerne

## Analyse
Militært set var Falklandskrigen vigtig, da det omfattede et af de meget få søslag efter 2. verdenskrig. Falklandskrigen viste overfladeskibes sårbarhed overfor missiler og ubåde.
Politisk gjorde krigen Margaret Thatcher umådelig populær og var en væsentlig del af årsagen til hendes genvalg i 1983, også selv om flere medlemmer af regeringen trådte tilbage, herunder John Nott, den tidligere forsvarsminister. Diplomater i FN-regi har endvidere udtalt, at den britiske sejr blev fulgt af en øget international respekt for Storbritannien, som ellers blev set som en afdanket kolonimagt. Det generelle billede af de væbnede britiske styrker før foråret 1982 var at de var modige, men inkompetente. Suezkrisen i 1956, de første tre år af 2. verdenskrig og det meste af 1. verdenskrig havde cementeret det rygte.
 I Argentina trådte Galtieri hurtigt tilbage og gav hermed mulighed for en genindførelse af demokratiet.
Ifølge undersøgelser fra SAMA82 (SydAtlantiske Medalje Association) lider halvdelen af de britiske kampveteraner fra Falklandskrigen af det, psykologer kalder posttraumatisk belastningsreaktion. Mange veteraner kæmper med fremmedgørelse, raserianfald og skyldfølelse.
Falklandsveteraner har dobbelt så mange alkohol- og narkoproblemer som jævnaldrende ikke-veteraner, og jo større kamperfaring, jo større fængselscirkulation.
Tyve år efter havde 264 veteraner begået selvmord (mod 258 dræbt under kamphandlingerne).

Antallet af argentinske selvmord er usikkert i det katolske Argentina, men en ny argentinsk film (Iluminados por el fuego af Tristán Bauer) om en malvinerveterans selvmord nævner 454 (april 2006).
Selvmordsraten blandt veteranerne er fem gange højere end normalt i Argentina. De argentinske veteraner var uglesete i Argentina, da de repræsenterede det forhadte militærdiktatur, men fra februar 2006 begyndte de ca. 14.000 veteraner at få en krigspension fra staten (1.900 Kr./måned) Da der var udsigt til en krigspension gjorde over 25.000 krav på den i 2005, selv søfolk hvis skib lå i tørdok under hele krigen.
Falklandsøerne er fyldt med ueksploderede granater og bomber, da mange ikke detonerede i den bløde tørvejord. Derudover er der 83 minefelter tilbage med over 12.300 antipersonel- og 3300 panserminer. Der har været 13 ulykker med miner, forsagere og et enkelt luremineret missil siden krigen sluttede i juni 1982. En civil og flere ingeniørsoldater er blevet kvæstede, heraf er en dræbt og flere lemlæstede.

### Status
Falklandsøerne er fortsat på britiske hænder, og argentinerne hævder fortsat at øerne retmæssigt tilhører dem.
Tidl. premierminister Tony Blair gennemførte, som den første britiske premierminister efter Falklandskrigen, sit officielle besøg i Argentina i 2001.
Argentinas præsident Néstor Kirchner udtalte på 22-årsdagen for krigens start, at det at genvinde øerne havde første prioritet. Storbritannien oprettede basen Mount Pleasant med Phantom II-fly på Falklandsøerne efter sejren. Siden 1990 har fire Tornado F.3 kaldet Faith, Hope, Charity og Despair  (opkaldt efter de fire Gladiator-fly der forsvarede Malta i 1940) bevogtet øerne.

## Musik
Krigen inspirerede bandet Dire Straits til sangen Brothers in Arms - en af de mest solgte sange - til ære for soldaterne under Falklandskrigen.
I 1983 udgav den engelske popduo Yazoo LP´en You and me both. Én af sangene, Unmarked, var inspireret af Falklandskrigen. Den var skrevet af Vince Clarke, som senere dannede en anden kendt popduo, Erasure, der (ironisk nok) gik hen og blev en af de mest populære engelske bands i Argentina!
Krigen har derudover også været emne i mange argentinske sange, som f.eks. No Quiero Ir a la Guerra (= Jeg vil ikke gå i krig) af punkbandet Flema.
Pink Floyd udgav i 1983 albummet The Final Cut, der handler meget om de menneskelige omkostninger ved krig og politikernes kynisme,
om liv tabt som følge af politiske konflikter. Specielt er følgende vers fra nummeret Get Your Filthy Hands Off My Desert relateret til Falklandskrigen:
Brezhnev took Afghanistan.
Begin took Beirut.
Galtieri took the Union Jack.
And Maggie, over lunch one day,
took a cruiser with all hands.
Apparently, to make him give it back.
Også sangen Southampton Dock beskriver fortvivlelsen ved at skulle sende soldater af sted fra flådebyen Southampton. Sangen sammenligner 1982 med 1945, da flådens skibe kom ind, og besætningen linede op med tomme pladser stående åbne for de kammerater, der var døde i kamp i løbet af togtet.

## Hemmelige operationer
Operación Algeciras: I 1974 havde montoneroerne, der var en befrielsesteologisk og peronistisk guerillagruppe, infiltreret Ensenada flådeværftet og med undervandsbomber sænket destroyeren Santísima Trinidad. De var inspireret af italienske frømænds bedrifter under 2. verdenskrig. Bevægelsen var blevet nedkæmpet af den højreorienterede junta i 1977, men den var så desperat at de løslod fængslede montoneromedlemmer, der ellers var udråbt til at være terrorister. Fædrelandskærligheden var så stor, at også montoneromedlemmer i eksil i Paris meldte sig under fanerne. Den 31. maj 1982 anholdt det civile spanske politi to argentinere, de troede var narkosmuglere, i Málaga. De præsenterede sig som løjtnant "Fernandez" og sergent "Godoy" fra den argentinske flåde og nægtede som krigsfanger at sige mere. På hotelværelset og i deres lejede biler fandt politiet foruden "Madana" og "Gonzáles", også fra den argentinske flåde, fire klæbeminer, scuba-udstyr og en gummibåd. Gruppen skulle sænke to britiske krigsskibe i Gibraltar, der skulle sydpå. Den spanske regering var splittet: Som nyt medlem af NATO og som ansøger til EF stod Spanien svagt, men på grund af Spaniens tilsvarende krav på Gibraltar valgte man at udvise gruppen. Den højreorienterede avis El Alcázar havde under hele krigen givet sin uforbeholdne støtte til juntaen.
Den 15. maj 1982 modtog Libyens diktator Muammar al-Gaddafi en argentinsk delegation under ledelse af admiral Moya. Argentinerne havde en ønskeseddel med våben de mente Libyen kunne skaffe. Libyen var det tredjeverdensland der havde mest militærudstyr i forhold til mandskab. Gaddafi havde håbet at supermagterne ville blive involveret direkte i krigen i en ny antikoloniseringsbølge. Libyen havde i 1973 tilnærmet sig Argentina i de alliancefri lande. Fra d. 20 maj fløj Boeing 707 fra Argentine Airlines mellem Tripoli og Buenos Aires med 120 SAM-7 skulderaffyrede luftværnsmissiler, 20 Matra Magic luft-til-luftmissiler, infrarøde kikkertsigter til rifler, ammunition til mortérer og kanoner. Gaddafi kunne ikke skaffe det Argentina allerhelst ønskede sig: AM.39 Exocetmissiler. Frankrig havde standset leverancen af flybårne Exocetmissiler under krigen og selv ikke de drevne libyske våbenhandlere kunne finde nogle på det sorte marked. Tilsyneladende havde MI6 effektivt opkøbt disse. Som tak for hjælpen til Argentina, lod briterne USA benytte britiske baser i Operation El Dorado Canyon (bombningen af Libyen i 1986).
Efter at den argentinske krydser General Belgrano var blevet sænket d. 2. maj blev den argentinske overfladeflåde sendt i havn. Royal Navys atomubådes primære opgave med at skygge og evt. nedkæmpe argentinske skibe blev overflødiggjort og i stedet for blev de fem atomubåde HMS Conqueror, HMS Courageous, HMS Spartan, HMS Splendid og HMS Valiant opstillet langs Argentinas sydlige 12-milegrænse. Her kunne de advare om argentinske luftangreb, 45 minutter før flyene nåede frem til Falklandsøerne. Ubådene blev aldrig opdaget, men patruljeområdet lå i det område hvor argentinske kampfly kastede deres bombelaster ved afbrudte missioner.

## Konspirationsteorier om Falklandsøerne
- Thatcher truede med at atombombe Patagonien.[38]
- CIA forsynede briterne med satellitbilleder af de argentinske styrker.[39]
- 700 til 1.300 britiske lejesoldater døde på øerne.[40]
- HMS Invincible blev ramt af det sidste exocetmissil.[41][42]
- HMS Hermes og mange andre britiske krigskibe blev næsten totalskadet af argentinerne.[43]
  - Det var primært de stormfulde antarktiske forhold, der efterhånden ødelagde Task Forcen.[44]
- De uprøvede British Aerospace Sea Skua-missiler sænkede alt hvad de ramte.
- 250 argentinske soldater blev dræbt ved Goose Green.
- Prins Andrews helikopter var lokkemad for exocetmissiler.
- Argentinske soldater skød 2. Paras chef oberstløjtnant Jones, mens de lod som om de overgav sig.